# 2009 v letectví
Tento článek obsahuje seznam událostí souvisejících s letectvím, které proběhly roku 2009.

## Události

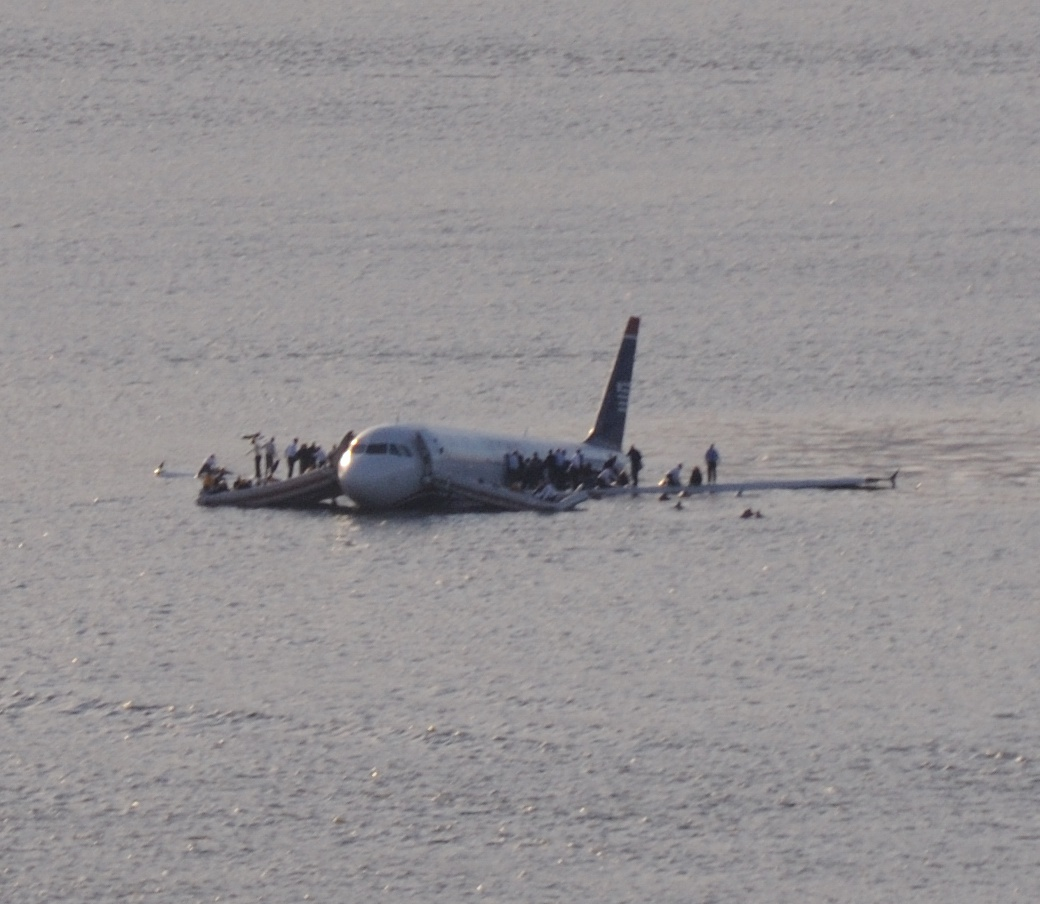
Let US Airways č. 1549, 15. ledna 2009

- 15. leden – Let US Airways č. 1549 asi šest minut po startu nouzově přistál v řece Hudson v New Yorku.
- 25. únor – Letadlo tureckých aerolinií se 135 lidmi na palubě se zřítilo krátce před přistáním v Amsterdamu.[1] Zahynulo přitom 9 lidí a 50 bylo zraněno, z toho 25 těžce.[2]
- 1. červen – Let Air France 447 Airbusu A330 z Rio de Janeiro do Paříže skončil tragickou katastrofou když se z dosud nezjištěných příčin zřítil do vod Atlantského oceánu. Na palubě zahynulo 12 členů posádky a 216 cestujících.
- 30. červen – Let Yemenia 626: Airbus A310 se před přistáním na Komorských ostrovech zřítil do moře.
- 15. červenec – Na severu Íránu se zřítilo letadlo Tu-154M společnosti Caspian Airlines na letu z Teheránu do Jerevanu. Zahynulo všech 168 lidí na palubě.[3]

- Třetí čtvrtletí – plánováno dodání prvního stroje Boeing 787, a to letecké společnosti All Nippon Airways
- 15. říjen – Coloradský incident s balónem

- Čtvrté čtvrtletí – plánováno dodání prvního stroje Airbus A400M

## První lety
- 11. prosince – Airbus A400M
- 15. prosince – Boeing 787